# 希尔特峰

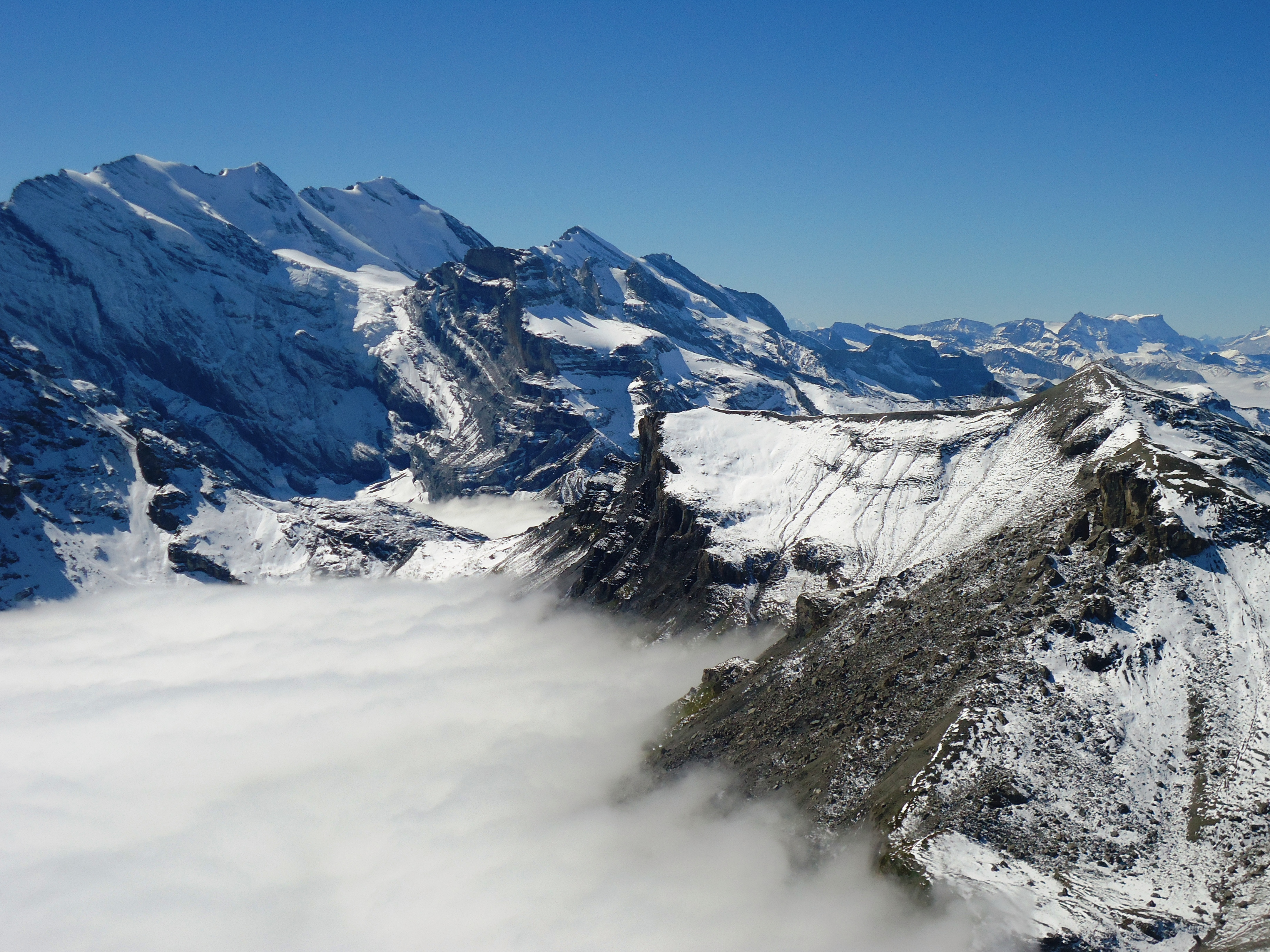

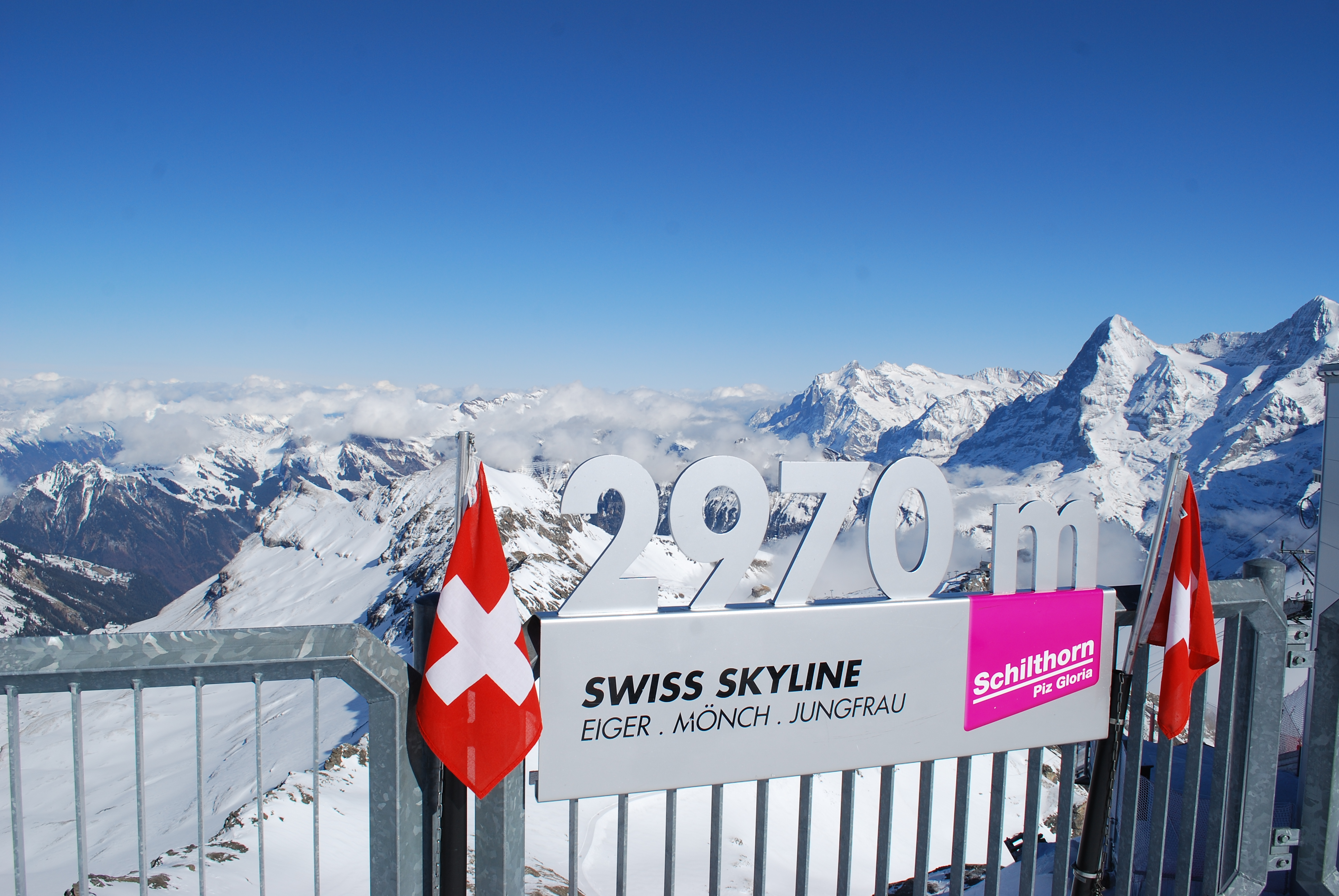

希尔特峰（Schilthorn）又译雪朗峰、雪特洪峰，为瑞士中部伯尔尼山中的一座山峰，海拔2970米。其周围有少女峰、铁力士峰等著名山峰，是观赏这些山峰的很好的观景点。山顶建有观景台和全景观旋转餐厅Piz Gloria，可乘缆车直达顶峰。007系列电影中的《铁金刚勇破雪山堡》曾在Piz Gloria进行拍摄。